# Phaonia luculenta
Phaonia luculenta este o specie de muște din genul Phaonia, familia Muscidae, descrisă de Fang și Fan în anul 1993.
Este endemică în Yunnan. Conform Catalogue of Life specia Phaonia luculenta nu are subspecii cunoscute.